# Schlacht von Ancrum Moor
Die Schlacht von Ancrum Moor wurde während der The Rough Wooing genannten Phase der Anglo-Schottische Kriege 1545 ausgetragen. Der schottische Sieg setzte den englischen Einfällen in der schottischen Grenze und den Lowlands ein kurzzeitiges Ende. Das Schlachtfeld wurde in das Inventory of Historic Battlefields in Scotland aufgenommen und von Historic Scotland gemäß dem Historic Environment (Amendment) Act 2011 geschützt.

## Hintergrund der Schlacht
Gegen Ende seiner Regentschaft, versuchte König Heinrich VIII., eine Allianz mit Schottland und die Heirat der gerade erst geborenen Maria Stuart mit seinem Sohn Edward herzustellen und insbesondere die Schotten zu veranlassen ihr traditionelles Bündnis mit Frankreich (Auld Alliance) aufzugeben. Er hatte die Unterstützung einiger schottischer Adliger, die in der Schlacht von Solway Moss (1542) gefangen genommen worden waren, und mischte Diplomatie mit der Androhung von Gewalt. Im Dezember 1543 beschloss jedoch das schottische Parlament nach viel interner Uneinigkeit, Heinrichs Avancen zurückzuweisen und stattdessen die Allianz mit Frankreich zu erneuern. Daraufhin befahl Heinrich, Schottland anzugreifen. Dieser Krieg zwischen Schottland und England wurde später als „Rough Wooing“ (dt.: Rüde Werbung) bezeichnet.

## Kampagne
Henry befahl Edward Seymour, 1. Duke of Somerset, Edinburgh, den Hafen in Leith und andere Städte zu verwüsten, was der Earl of Hertford in zwei Kampagnen in 1544 auch tat, Edinburgh wurde abgebrannt.
1545 setzte eine Armee unter Sir Ralph Eure (alternative Schreibweise Evers) die Plünderungen in den Scottish Borders fort. Ihre vielleicht schlimmste Gräueltat war das Abbrennen von Brumehous Tower mit der Dame des Hauses und ihren Kindern und Dienern darin.  Die Angriffe schmiedeten eine unwahrscheinliche Allianz zwischen James Hamilton, 2. Earl of Arran, dem Regenten für die minderjährige Maria, und Archibald Douglas, 6. Earl of Angus. Diese beiden schottischen Adligen waren seit vielen Jahren erbitterte Rivalen und hatten sich 1520 in den Straßen von Edinburgh sogar eine heftige Schlacht geliefert. Allerdings waren Angus’ Ländereien während der jüngsten Grenzüberfälle ins Visier genommen worden. Angus hatte erfahren, dass Eure einige seiner Ländereien in den Scottish Borders von Heinrich VIII. zugesprochen bekommen hatte, und er erklärte, dass er die Eigentumsurkunden „mit einer scharfen Feder und roter Tinte bezeugen“ würde. Interne schottische Rivalitäten wurden beiseite geschoben, Arran und seine Rivalin um die Macht, Maria von Guise, versöhnten sich mit dem Earl of Angus und seinem Bruder George Douglas von Pittendreich beim Parliament of Scotland im Dezember 1544, als die Douglases für ihren früheren Verrat mit England begnadigt wurden.
Die schottische Armee bestand zunächst aus 300 bis 1000 Pikenieren unter Angus und einer ähnlichen Anzahl von Truppen aus Fife unter George Leslie, 4. Earl of Rothes. Zu ihnen gesellten sich Borderers unter Walter Scott of Branxholme and Buccleuch, dessen Ländereien ebenfalls durch Eure verwüstet worden waren. Gemeinsam zogen sie gegen die englische Armee bei Jedburgh.

## Schlacht
Die englische Armee bestand aus 3000 deutschen und spanischen Söldnern, 1500 englischen Borderern oder Border Reivers unter Sir Brian Layton und 700 „assured“ schottischen Borderern. Als sie sich in einem Lager unter Gersit Law niederließen, machte eine kleine schottische Einheit einen Scheinangriff und zog sich dann nach Südwesten in Richtung Palace Hill zurück. Ein großer Teil der englischen Truppen folgte ihnen auf dem Fuße. Als sie die Spitze des Palace Hill überquerten und die andere Seite hinunterjagten, stellten sie fest, dass sich die gesamte schottische Armee auf der anderen Seite des Hügels versteckt hatte. Die Schotten hatten den Vorteil der Überraschung und der untergehenden Sonne, die hinter ihnen stand und die Engländer blendete, sowie des Westwindes, der den Schießpulverrauch von Arkebusen und Pistolen in Richtung der Engländer blies.
Ein Angriff der schottischen Pikeniere trieb die Engländer in die Enge zurück. Hier konnten die im Verhältnis längeren schottischen Piken vorteilhaft eingesetzt werden. Der Boden war zu uneben, als dass sich die Engländer auf der Spitze des Palace Hill hätten sammeln können. Während sie erneut versuchten, sich am östlichen Hang zu sammeln, entschlossen sich die schottischen Borderer, die roten Kreuze, die ihre Zugehörigkeit zu England signalisierten, abzureißen und zu ihrer früheren Gefolgschaft zurückzukehren. Die englische Armee zerbrach und war gezwungen, sich in einer feindlichen Landschaft zu zerstreuen.

## Ergebnis
Einem englischen Bericht zufolge kam der Earl of Arran auf das Schlachtfeld und gratulierte dem Earl of Angus. Er bat einen Gefangenen, die Leiche von Ralph Eure zu identifizieren. Daraufhin soll Arran geweint und gesagt haben: „God have mercy on him, for he was a fell cruel man and over cruel, which many a man and fatherless bairn might rue, and wellaway that ever such slaughter and bloodshedding should be amongst Christian men.“
Der Besuch des Regenten Arran auf dem Feld wurde auch von den schottischen Chronikschreibern des 16. Jahrhunderts John Lesley und Robert Lindsay of Pitscottie erwähnt, die den Gouverneur und den Regenten für den unerwarteten Sieg danken lassen, bei dem eine „so small a number discomfited so great a host and one so well appointed (equipped)“. Wie der moderne Historiker Marcus Merriman feststellt, war die Größe der englischen Kampfgruppe außergewöhnlich, größer als jede sonstige Truppe von Border Reivers, besonders in Anbetracht der winterlichen Bedingungen.
Die Engländer verloren 800 getötete Männer (einschließlich Eure und Layton) und 1000 gerieten in Gefangenschaft. Dies stoppte vorübergehend ihre Angriffe auf Schottland. Die Nachricht von diesem Sieg veranlasste auch Franz I. von Frankreich, Truppen zur Unterstützung der Schotten zu entsenden, obwohl sie wenig erreichten. Die Kampagne endete kurz darauf mit dem Tod Heinrichs VIII., um dann mit noch größerer Gewalt wieder auszubrechen, als Hertford, nun Lordprotektor und im Namen von Edward VI. regierend, versuchte, Schottland seine eigene politische und religiöse Lösung aufzuzwingen.

## Fair maiden Lilliard

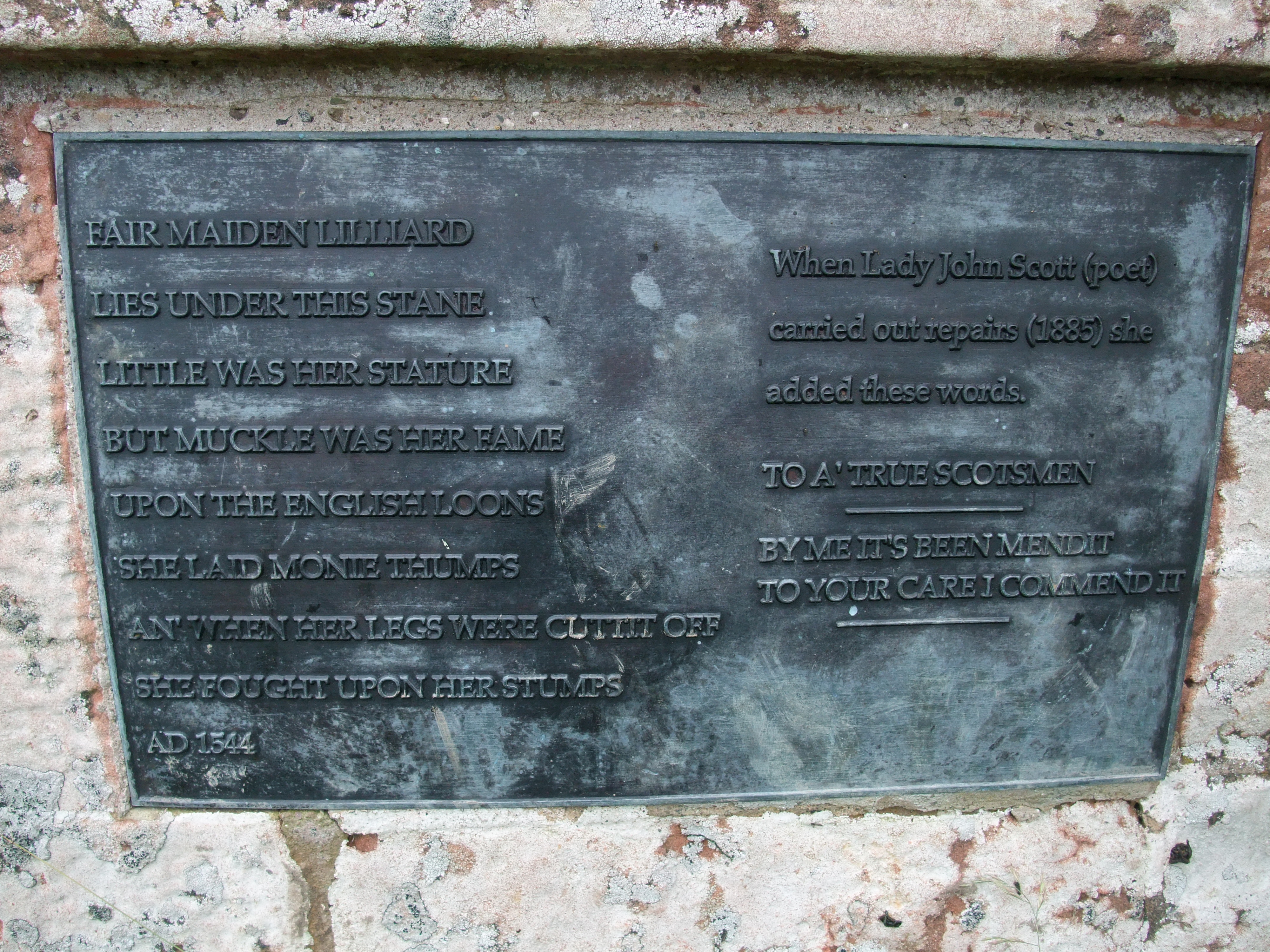
Bronzeplakette am Grabstein

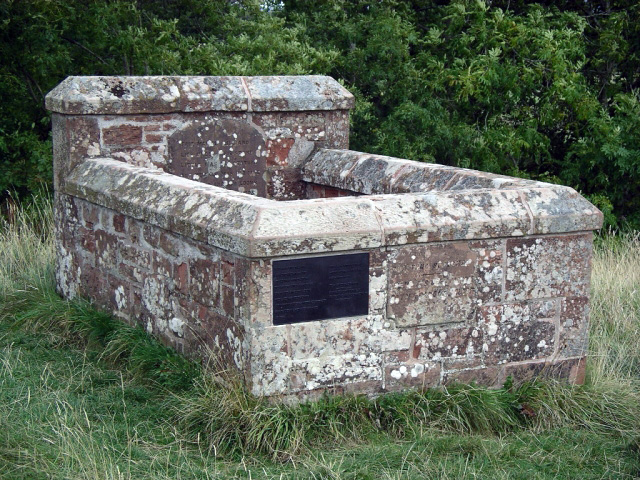
Grab Lilliard's Edge, 2005

Mit der Schlacht verbunden ist die fiktionale Figur der Lilliard, die „Schöne Maid Lilliard“. Ein Denkmal am Ort der Schlacht, auch bekannt als Lilliard's Edge, hält den folgenden traditionellen Vers fest:
Fair maiden Lilliard

lies under this stane

little was her stature

but muckle was her fame

upon the English loons

she laid monie thumps

and when her legs were cuttit off

she fought upon her stumps.

– AD 1544
Das Denkmal wurde im 19. Jahrhundert errichtet, wobei es einen früheren Stein mit der gleichen Inschrift ersetzte, der 1743 als zerschlagen beschrieben wurde. Lilliard aus Teviotdale soll nach dem Tod ihres Geliebten in der Schlacht gekämpft haben. Ihre Geschichte ist jedoch fiktiv. Der Name des Ortes ist bereits im 12. Jahrhundert als Lillesietburn und im Jahr 1378 als Lillyat Cros dokumentiert. Die Strophe selbst basiert auf einer früheren englischen Grenzballade von Chevy Chase.
Judy Chicago widmete Lilliard eine Inschrift auf den dreieckigen Bodenfliesen des Heritage Floor ihrer 1974 bis 1979 entstandenen Installation The Dinner Party. Die mit dem Namen Lilliard beschrifteten Porzellanfliesen sind dem Platz mit dem Gedeck für Elisabeth I. zugeordnet.